# Henri Fiori
Pour les articles homonymes, voir Fiori.
Henri Fiori, né le 20 février 1881 à Alger (Algérie) et mort le 14 janvier 1963 à Paris, est un publiciste, humoriste et homme politique français. Il est député républicain-socialiste d'Alger de 1919 à 1928 et de 1932 à 1942.

## Repères biographiques
Henri Fiori est un Français d'Algérie. Issu d'une famille bien implantée dans le pays, sa branche paternelle, fixée à Bougie (aujourd'hui Béjaïa), est d'origine italo-maltaise, tandis que ses grands-parents maternels vinrent du Midi de la France (Bouleternère, Pyrénées-Orientales). Il passe son enfance à Belcourt, quartier populaire à l'Est d'Alger, dans un milieu très modeste. Son père, Orazio Fiori, est employé des chemins de fer. Sa mère, Marie Mestre, née à Mascara est fille de cordonnier. Mais il grandit également dans un milieu d'instituteurs républicains, autour de ses oncles Jean et Laurent Fiori. Orphelin de père à sept ans il quitte l'école à onze ans et demi pour devenir ouvrier-typographe à Alger, à l'imprimerie Victor Heintz, afin de faire vivre sa famille.
En 1898, en pleine Affaire Dreyfus, alors qu'il n'a que 17 ans il se serait opposé, selon son propre témoignage, au maire « antijuif » d'Alger Max Régis, participant au mouvement de Défense républicaine.
Il devient ensuite modeste fonctionnaire des Douanes, de 1904 à 1908, étant l'un des premiers, en 1906, à rejoindre la section algérienne de l’Union Générale des Agents du Service Actif des Douanes de France et des Colonies, groupement corporatif marqué à gauche. Fondateur de son organe mensuel, Le Douanier Algérien, il se distingue dès ces années par sa bonne humeur légendaire, y composant un hymne pour l'association intitulé La Marseillaise des douaniers. En voici le premier couplet, sur l'air de La Marseillaise :
« Douaniers de France et d’Algérie / – Grands partisans de l’Union – / N’oubliez pas que la Patrie / Nous a confié son fanion (bis) / Qui flotte dans notre atmosphère / Montrant à tous ses trois couleurs, / Symbol’ du Courag’, de l’Honneur / Deux vertus jamais éphémères. » (Le Douanier Algérien, novembre 1906).
Mais s’il arrive, grâce à sa persévérance à faire triompher un certain nombre de revendications en faveur de ses collègues, Fiori gêne, et l’administration ne tardera pas à le tenir en horreur. Menacé de disgrâce, il donne sa démission des Douanes.
Il crée dans la foulée un petit journal socialisant, Le Réveil d'Alger (décembre 1908), journal ayant l'ambition d'être « le défenseur désigné de toutes les causes présentant un caractère d’oppression », d'être enfin « l’appui des petits, des faibles, des prolétaires qui bien souvent souffrent obscurément ». Le Réveil d'Alger, dont la durée de vie n'excède pas quelques mois affirme son appartenance aux milieux ouvriers, dénonce les nombreux accidents du travail, l’extrême misère arabe, voit d’un bon œil les grèves des employés des Postes et des cheminots... Dans une tout autre logique Fiori rejoint l'hebdomadaire satirique et populiste Papa-Louette en juin 1909, feuille vendue à un sou remplie de blagues potaches et de gauloiseries en tous genres, dans lequel il tient une chronique humoristique sous le pseudonyme de Toni-Pança, dans le langage populaire typique des Européens d'Algérie, le dialecte « cagayous » (on dira plus tard « pataouète », puis, « parler Pied-noir »). Il collabore également, comme simple journaliste, aux Nouvelles, quotidien du soir algérois proche des radicaux-socialistes.
Jeune, il ne quitte jamais Alger, logeant la plupart du temps dans ses faubourgs populaires. Il épouse en avril 1904 Emma Caridi, fille d'un restaurateur Napolitain du quartier de la Marine. De cette union naîtront trois enfants, Lys, Hermann et Charles Fiori. Lys, qui sera Commissaire de police, Charles journaliste et Hermann Directeur Adjoint de l'Hôpital Psychiatrique d'Alger. A noter que Charles et Hermann étaient jumeaux. 

### Le tournant de la Grande Guerre
Aux premiers jours de la Première Guerre mondiale – il a alors 33 ans –, Henri Fiori est mobilisé comme sous-lieutenant au 1er Régiment de marche de Zouaves. Promu Capitaine en mai 1915, il se distingue par sa bravoure, son courage, et sa bonne humeur (il collabore au journal du front La Chéchia, et écrit des pièces de théâtre aux armées à forte tonalité patriotique sous le nom de Capitaine Fiori, qui connaissent un grand succès). Dans l’embouchure de l’Yser, où il se bat dans les tranchées, il écrit dans une lettre à son ami Ernest Mallebay : « Je vis, dans les tranchées, comme les hommes préhistoriques vivaient dans leur caverne. Mes « poilus » m’ont construit un gourbi qu’ils ont baptisé « Villa des Marguerites ». On n’y est pas trop mal, si ce n’est que, parfois, nos jardinets sont arrosés par la… mitraille. » Mais, le 25 octobre 1916, lorsque, pendant la bataille de la Somme, au bois de Chaulnes, sous un violent bombardement il circule dans les tranchées pour faire abriter ses hommes, il est grièvement blessé. Des éclats d'obus lui ont pénétré dans le crâne. Fiori est trépané, mais il se remet assez vite, tout en gardant des séquelles. Il « profite » enfin de sa convalescence pour écrire plusieurs pièces de théâtre comique, véritables satires des mœurs algéroises, jouées à Alger dans les dernières années de la guerre où elles recueillent toutes un triomphe. 
Surtout, la guerre et la barbarie qui l'accompagne le marqueront profondément, et constitueront bien le véritable tournant de sa vie d'homme. Elle le pousseront définitivement à s'engager en politique.

### L'humoriste devenu député
De retour dans sa ville natale au lendemain de sa démobilisation, porteur de nombreuses décorations militaires, auréolé de la gloire du devoir accompli, fort enfin de sa grande popularité auprès du petit peuple Européen d'Alger, Fiori se présente aux législatives de novembre 1919 comme candidat indépendant et républicain avancé, mais surtout comme le représentant autoproclamé des poilus et de toutes les victimes de la guerre, « contre ceux qui en ont profité ». Faisant liste commune au second tour avec le radical-socialiste Charles-Eugène Lefebvre, il remporte facilement l'élection  devenant ainsi l'un des deux députés du département d'Alger, poste qu'il conserve après une réélection tout aussi facile en mai 1924 (près de 60 % des voix) jusqu'en 1928, moment où il est battu par le candidat de droite Raymond Laquière, pour revenir vainqueur en 1932 et 1936. Député d'Alger lors de quatre mandats, il se distingue par son action soutenue et victorieuse en faveur du rétablissement de l'anisette – alors interdite en Algérie –, obtenu en octobre 1922, qui le fait devenir une véritable idole sur sa terre natale, Fiori étant porté en triomphe par la foule à chacune de ses arrivées sur le port d'Alger. Il en gardera un surnom, « Fiori l'anisette ».
Henri Fiori, fermement attaché à l'idéal républicain et à l'union des gauches, se situant politiquement entre les radicaux avancés et les socialistes réformistes, mais aussi dans la tradition d'une certaine gauche algéroise, patriote et coloniale, appartient sans discontinuer au Parti républicain-socialiste, puis, dans la seconde moitié des années 30, à l'USR (Union Socialiste Républicaine). Proche d'Edouard Daladier, il sera un partisan fervent du Front populaire. Concernant le projet Blum-Viollette, qui vise à attribuer les droits de citoyen Français (droit de vote surtout) sans renonciation au statut coranique à une petite minorité d'Algériens Musulmans, il adopte une position ambigüe, à savoir un soutien au projet à la condition que le droit de vote soit accordé en priorité aux anciens combattants Musulmans, « afin, dit-il, que la réforme ne soit pas une injustice vexante envers ceux qui ont versé leur sang pour la France. » Il déposera un amendement en ce sens, en mars 1938. Il se mobilise ensuite avec son collègue et ami Algérois Jean-Marie Guastavino en faveur de l'égalité des pensions entre anciens combattants et ayants-droit d'anciens combattants citoyens Français et « indigènes » musulmans d'Afrique du Nord, ces derniers percevant en effet des taux plus faibles.
Sur l'Algérie, il aura ces mots, à l'image d'une grande partie des hommes de gauche de son époque :
« Il y a ici des représentants de races différentes qui, au lieu de se heurter, de se contrarier, s’harmonisent sous un beau ciel, travaillent à une même œuvre de civilisation et de paix. La Paix. Nous la souhaitons pour tous, et nos vaillantes populations indigènes, qui sont nos collaboratrices, le savent bien. Aussi, nous font-elles confiance et nous donnent-elles, en toute occasion, malgré les sollicitations dont elles sont l’objet, des témoignages de leur fidélité et de leur attachement profond. »
Une formule revient constamment dans sa bouche à propos des « indigènes » : collaboration loyale. Il a également l’habitude de célébrer l’œuvre des colons. Accompagnant en 1922 le président de la République à Blida, il fait ainsi l’éloge de cette ville :
« Blidah, c’est un Eden, d’où se dégagent les parfums délicieux des rosiers et des orangers, toute la poésie de l’Orient et de l’Occident, ville des roses ! Blidah, c’est le seuil des plaines immenses que le colon français, par un labeur acharné, persévérant, par des sacrifices incomparables, a réussi à rendre riches et fécondes ; elle est le symbole de l’effort accompli en Algérie par plusieurs générations de travailleurs, dont beaucoup, hélas ! ont succombé à la tâche. »
Poursuivant, à propos de la Première Guerre mondiale :
« Ces terres, maintenant si fertiles, c’est sans hésitation que, colons et indigènes, dans une même communion d’ardeur patriotique, les ont quitté à l’appel de la France dont le sol était menacé. Lâchant la charrue, symbole du travail, dans la paix, tous ont pris le fusil pour s’opposer aux entreprises de l’envahisseur ; »
Puis revenant sur la mise en valeur du territoire :
« Nous serions des ingrats si nous oubliions les efforts audacieux des industriels et des commerçants algériens […] les ouvriers et les fonctionnaires perdus dans certaines petites campagnes indigènes, souvent sur le qui-vive, toujours à la peine, rarement récompensés de leur attitude. […] Avec une telle population, attachée ardemment, profondément, affectueusement à la France et aux institutions républicaines, nous pouvons envisager l’avenir de l’Algérie comme brillant et glorieux. »
Mais il s'engage, entre les deux tours des élections législatives d'avril-mai 1936, sous la pression des communistes, à demander « l’abrogation du décret Régnier » (datant de 1935, sur la répression des manifestations contre la souveraineté française en Algérie) et du Code de l’indigénat, « agir immédiatement pour la libération des détenus politiques européens et indigènes » (détenus pour propagande anticolonialiste), demander « le bénéfice des lois sociales à tous les travailleurs d’Algérie sans distinction » et mener une action en faveur des « petits fellahs et des petits colons menacés de ruine ».

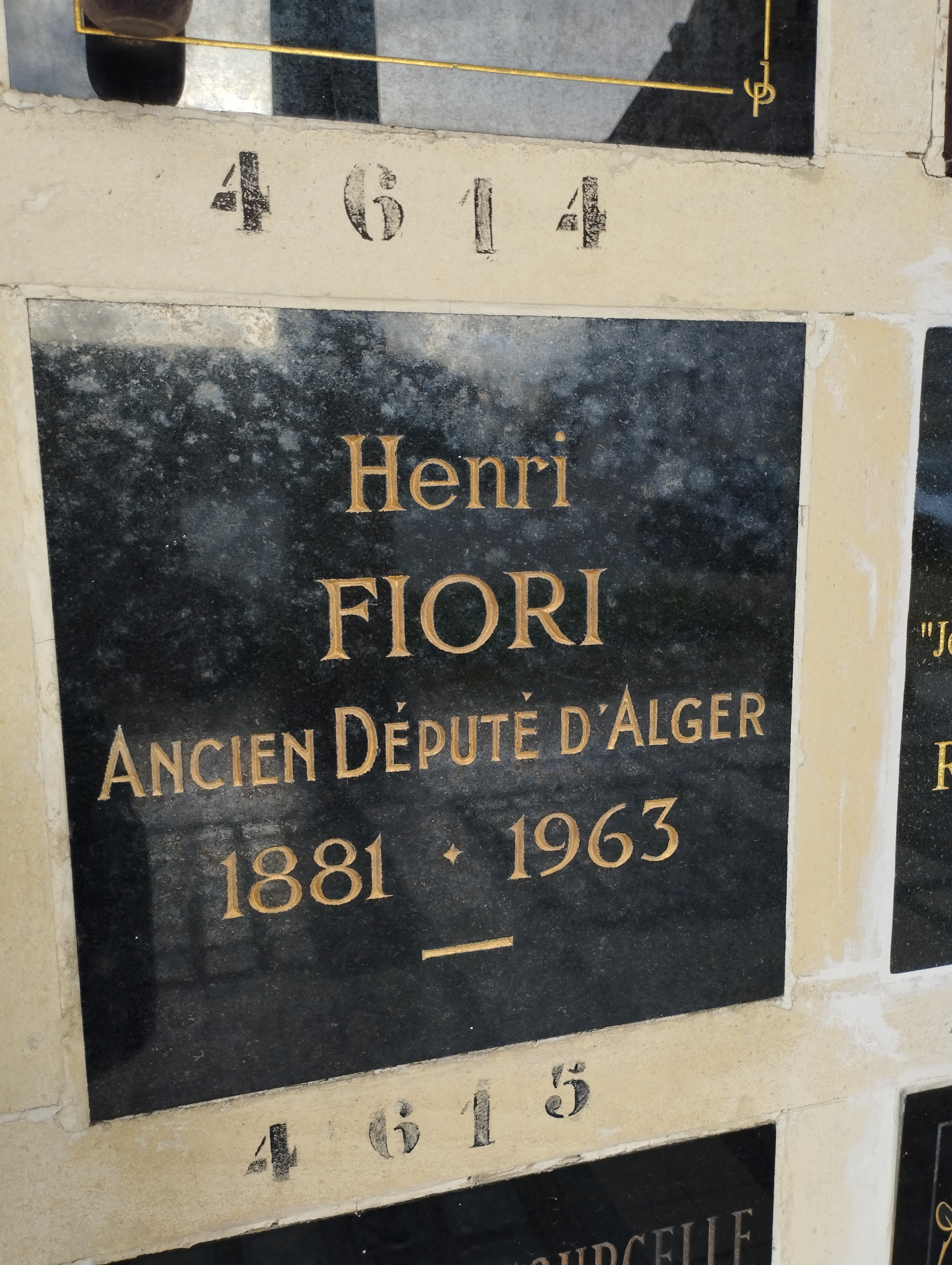
Plaque d'Henri Fiori au columbarium du cimetière du Père-Lachaise (division 87).

Mobilisé comme Lieutenant-colonel dans les premiers mois de la Seconde Guerre mondiale il vote les pleins pouvoirs au maréchal Pétain le 10 juillet 1940, mais manifestant, très tôt, son opposition au gouvernement de Vichy, il entre en contact à partir de 1942 avec la Résistance. L'historien Jean-Marc Valentin nous dit qu’il adhère à l’Organisation Civile et Militaire (OCM), grand mouvement de Résistance de la zone Nord, y créant « une cellule de démoralisation de l’armée allemande dont la circulation est particulièrement active dans la zone régulatrice du Mans », pour y prendre la direction en 1944 du bureau administratif et politique, qu'il conserve « jusqu’à la Libération. » Frappé d’inéligibilité à la Libération pour avoir accordé les pleins pouvoirs à Pétain, il en est donc relevé le 29 septembre 1945, par le Jury d’honneur que préside René Cassin. Désormais installé à Paris, il ne reprend aucune activité politique et meurt en janvier 1963, à l'âge de 81 ans. Il est inhumé au cimetière du Père-Lachaise
Henri Fiori est le frère aîné de Félix Etienne Fiori, militaire de carrière et chef de la police à Shanghaï de 1919 à 1932.
Défenseur des poilus de la guerre 14-18 (son combat principal), des « petits » (fonctionnaires, ouvriers, employés, petits retraités...) et des intérêts économiques de l'Algérie, mais non exempt de pratiques assez nettement clientélistes (ses partisans insistant constamment sur son tempérament « protecteur », il est l'auteur  de démarches innombrables en faveur de ses administrés, recevant selon ses propres mots « 5.000 lettres par mois » !), Henri Fiori est un des pivots de la gauche modérée à Alger durant l'entre-deux-guerres. L'homme, jovial et de tempérament bagarreur, ressemblant à ses électeurs, est sans aucun doute et de loin le député le plus populaire de l'Algérie pendant cette période, Algérie où s'il a de nombreux adversaires, il n'a pas ou très peu d'ennemis.
Autre élément majeur mis en avant par ses amis, Fiori serait l'enfant du peuple resté fidèle aux siens, au parcours besogneux, et dont le dévouement pour les humbles équivaut presque à un apostolat. Rien ne l'illustre mieux que cette déclaration solennelle adressée aux électeurs Algérois pendant la campagne des législatives de mai 1932 :
« Enfant du peuple, je sais plus qu’un autre, mieux qu’un autre, combien la dure vie du travailleur exige qu’on la protège. Dans ce domaine, mes votes au Parlement garantissent l’avenir. C’est pourquoi, en dehors de mon programme résumé dans ma profession de foi publiée dans la Presse, il est une politique que j’ai pratiquée et que je revendiquerai toujours : c’est la politique du cœur. Personne ne s’est jamais en vain adressé à moi. […] Peuple ! n’oublie pas l’un des tiens ! Je suis seul, sans appui, entouré seulement d’amis fidèles […]. Peuple, soutiens-moi ! Peuple, enfin, défends-moi ! »
Les quartiers populaires de Bab-el-Oued, de Belcourt, ainsi que les rues à dominante juive constituent ses bastions électoraux, mais il obtient également de bons scores dans certains centres de colonisation et petites villes de l'intérieur, à Boufarik notamment. Rappelons qu'à cette période, les musulmans Algériens, relevant du statut d'« indigène » – hormis une toute petite minorité de naturalisés Français –, ne votent pas pour les élections législatives et ne peuvent élire des représentants, ce jusqu'au lendemain de la Seconde Guerre mondiale. Henri Fiori est donc l'elu des Français du département d'Alger.

## Un député «Algérien» à Paris
Fiori, par ses origines populaires, sa carrière d'humoriste et son identité d'Européen d'Algérie ne passe pas inaperçu à la Chambre des députés. A Paul Doumer, ministre des Finances, il fait ce calembour : « Vous êtes le Doumer des Finances ; soyez le doux père des retraités », provoquant l’hilarité de ses collègues. Nombreux sont les témoignages de députés lui rendant hommage. On insiste sur son dévouement et son côté bon garçon. « Fiori, qui est l’idole d’Alger, est aussi l’idole de la Chambre, où il a conquis tous les députés par sa bonne humeur et sa droiture », dit Marcel Habert, député proche de l’extrême droite. C’est que Fiori, en tant que Français d’Algérie paraît parfois exotique. Un article de Paris-Soir consacré aux « Algériens de Paris » le décrit ainsi : « il y a M. Fiori, rédacteur du « Papa-Louette », journal en sabir hispano-italo-arabo-français […] aussi répandu que l’absinthe ; […] on accède à la renommée par différentes voies », raccourci qui déclenche une vive réaction du quotidien L’Echo d’Alger. Le mépris professé par certains Métropolitains envers les Français d’Algérie n’est certes pas nouveau. Il n’est parfois même pas dissimulé. Le journal Les Potins de Paris intitule une chronique consacrée aux députés d’Algérie « La journée des bicots ». Lui ne le prend pas mal. Il raconte que lorsqu’il fut élu pour la première fois « on ne l’appelait que « Le Sidi » [sobriquet donné aux immigrés Arabes et Kabyles] et que, loin d’y voir une offense, il en était très fier. » Car, si dans l’hémicycle il ne cite jamais ni Jaurès ni Gambetta, c’est « le philosophe arabe » qui l’inspire lors d’un débat sur le vin :
« Et, pour conclure, je dirai avec le philosophe arabe : « Celui qui sème le bien moissonne le contentement ; celui qui sème le mal moissonne le repentir. » Par votre vote, mes chers collègues, vous sèmerez le bien pour que les Algériens moissonnent le contentement. (Sourires et applaudissements.) »
Mépris de l’Algérien, mépris social aussi. Au moins deux tiers des parlementaires de la Troisième République ont fait des études supérieures, quand Fiori, lui, a quitté l’école avant 12 ans. Mais il n’y a pas que du mépris, qui lui-même n’exclut pas la reconnaissance. Un portrait de la grande et très sérieuse revue parisienne Les Hommes du Jour le décrit comme « une figure des plus sympathiques de cette Chambre, qui en compte si peu… » : 
« Homme de pensées libres, chargé par ses électeurs de défendre les intérêts du département, il a osé affirmer son indépendance. [...] Figure connue, main tendue, parole chaude, Fiori passe dans cette Chambre toujours prêt à agir dès qu’il entrevoit une injustice. Il est l’ami de la presque totalité de ses collègues. Il est le type de l’Algérien intelligent, sensible, serviable. »

## Papa-Louetteet pataouète: Fiori et le « dialecte gavroche algérien»
Henri Fiori, célèbre pour son caractère sociable, sa truculence, sa bonhomie va personnifier, en quelque sorte, le Français d'Algérie d'extraction populaire (on ne dit pas encore « Pied-Noir »). Jeune, il acquit sa popularité en bonne partie par ses chroniques humoristiques en pataouète, parler populaire des Européens d'Algérie, mélange d’influences et de mots issus des langues latines (dialectes italiens, espagnol, catalan, provençal…), de l'arabe, de l'argot..., sur une base française. Car Fiori est, à travers le rôle qu'il tient dans l'hebdomadaire humoristique Papa-Louette, qu'il dirige entre 1912 et 1914, l’un de ceux qui ont le mieux chanté le pataouète, qu'il nomme lui-même « dialecte gavroche algérien ». A travers « Toni-Pança », personnage picaresque et rabelaisien qu’il s’est créé en forme de réplique au héros de littérature Cagayous, il mettait en scène toute une série de personnages (Gasparette, Lahouère, Vafangoul...) à mi-chemin entre le cartoon et la commedia dell'arte, annonçant ainsi l'« humour Pied-Noir ». Là, simple exemple, il fait part, en 1913, de son expérience en aéroplane, ancêtre de l’avion, avec son ami « Gasparette » :
« On se décide alors, moi et lui, de partir mercredi matin, sans que personne y nous voit, pourquoi  en cas qu’on fait figua [parce que en cas d’échec], manco un [pas un] y vient sortir la honte à la figure.
Mercredi matin, à peine le soleil y se lève, Gasparette y vient dans ma chambre.
– Aïdé ! y me dit ce bâtard, c’est le moment de partir. Personne à [Bab-el-Oued] il est encore levé. C’est le quartier aristocratique à présent.
Je me lève, je me prépare le cabasset [le panier] [a]vec des olives noires, de la soubressade, du thon salé, un petit pain spagnol de quatre sous et des côtelettes d’Espagne [sardines salées], pourquoi on [parce qu’on] sait pas quoi y peut arriver quand on s’en va dans les airs. Des fois on peut rester trois ou quatre mois : va savoir !
Gasparette, lui, qui pense à son gosier sec, il avait porté un demi-litre d’anis-Gras [marque d'anisette]… » (Papa-Louette du 19 avril 1913)
Même Fiori qui, toujours sous le pseudonyme de Toni-Pança, pleurant la mort d'une certaine « Marie l'Anisette » parle de « celle-là là qu’elle s’a, comme ça, doucement, doucement, fait casse-ficelle avec la vie, celle-là-là qu’elle s’a oublié de faire la respiration »… Et, évoquant le « tramway des enterrements » (direction Saint-Eugène) : « vous savez ces trams que les essieux de l’habitude qui z’ont d’aller au cimetière de Saint-Eugène, y se pleurent tout le temps. »
Ici il décrit de façon pittoresque la « Mouna » de Pâques, journée de fête propre aux Européens d'Algérie qui envahissent en groupes plages et bosquets pour pique-niquer :
« Tché qué bonne journée que j’a passé lundi darnier ! Scaragolette et sa sœur qu’elle se vend les petits beignets [e]spagnols à la rue de la Bouzaréah, y z’étaient venu à la maison me sortir l’envitation pour se faire la mouna. […] Lundi, à 6 heures du matin, […] tous on se trouvait réunis à la Place Joubert. Chaque y se prend un panier vec du manger dedans, du pain, des bouteilles de vin et cinq ou six bouteilles de l’Anis Gras et y se monte la petite montée qui se conduit à le bois. Là, on se trouve une petite place de tant bonico [tellement bonne] que les femmes elles ont, de joie, embrassé à les z’hommes. […] Midjacague et Baracous y se marchaient en devant vec la guitare et la mandoline. Scaragolette et sa sœur Assomption, y z’étaient restés pour faire le riz à l’espagnol, vec le poulet et les gnorès. A onze heures, le ventre y commence à crier gazouze [famine]. On se met à la table, parterre ; Après déjeuner, chaque il a chanté une petite chanson et vingà [en avant] de boire du vin blanc. On s’a touché la guitare et la mandoline et aïdé les polkas, les valses et le quadrille jusqu’à 5 heures. A ce moment-là on se remet à table pour manger les restes de midi. Vingà encore de boire, vingà de boire. Tout le monde y commençait déjà à dire des bêtises et si Mecieu Lamire il avait pas été là, sur y aurait eu des castagnes à la clef. » (Papa-Louette du 29 mars 1913)
Mais Fiori abandonne toute activité culturelle de ce type après son élection comme député.
Cela dit, même lorsqu'il écrivait en français classique, perçait sous sa plume cette poésie naïve caractéristique du terroir algérien. Et c'est de cette manière que, « syndicaliste » douanier il faisait, à 25 ans, l’éloge funèbre de l’année 1906, au lendemain du Nouvel An :
« 1906-1907 – Telle une petite vieille, hirsute, usée, courbée sous le poids des jours, 1906 s’en va vers l’infini. Saluons camarades, son image, car c’est durant sa courte existence que notre situation matérielle et morale s’est sensiblement améliorée. Remercions-la de la main, suivons-la des yeux jusqu’à ce qu’elle disparaisse pour jamais dans le trou béant du néant. Et c’est les larmes dans la voix que nous devons adresser un suprême adieu à cette bonne petite vieille ratatinée qui fut pour nous la Fée du Bien-Etre. …Là-bas, à l’horizon, où l’aube s’estompe sur l’azur du ciel, 1907 apparaît, nous montrant ses blanches quenottes, nous gratifiant d’un sourire vainqueur. Découvrons-nous devant cette charmante enfant. Découvrons-nous, car sa franche gaieté nous fait comprendre qu’elle suivra pas à pas le chemin tracé par sa vieille bonne mère, de laquelle il ne nous restera bientôt que le doux souvenir. Oh ! 1907 ! sois aussi notre bonne fée. Sous la puissance de ta baguette magique, fais encore améliorer un tantinet notre sort ; emploie ta force quasi surnaturelle pour décider nos législateurs – et tout particulièrement M. Caillaux, notre éminent ministre – à voter une loi admettant à la retraite les agents ayant accompli vingt-cinq années de tous services. Tu seras heureuse d’avoir pu nous être utile. Et lorsque le glas funèbre sonnera pour toi, tu troqueras sans peine, sans pleurs amers, ta baguette magique contre un court bâton de vieillesse et tu prendras, à ton tour, le chemin imaginaire de l’Infini, heureuse d’avoir pu rendre service à certains de ceux qui t’avaient vu naître… 1906 : adieu ! 1907, ô fée du Bonheur, salut ! H. FIORI. » (Le Douanier Algérien, janvier 1907)